# 1570 no Brasil
Esta é uma cronologia dos fatos acontecimentos de ano 1570 no Brasil.

## Eventos
- 20 de março: Lei sobre a Liberdade dos Gentios: carta régia do governo português do rei D. Sebastião proíbe o cativeiro da escravidão dos índios brasileiros.

## Mortes
- 18 de outubro: Manuel da Nóbrega, sacerdote jesuíta português, chefe da primeira missão jesuítica ao Brasil e co-fundador da cidade de São Paulo, cujos escritos são de primordial importância para a história do Brasil (n. 1517).[1]